# Furcraea acaulis
Furcraea acaulis är en sparrisväxtart som först beskrevs av Carl Sigismund Kunth, och fick sitt nu gällande namn av Bernd Ullrich. Furcraea acaulis ingår i släktet Furcraea och familjen sparrisväxter. Inga underarter finns listade i Catalogue of Life.